# Рабинович, Самуил Павлович
Самуил Павлович Рабино́вич  (1909—1988) — советский инженер, один из основоположников практической радиолокации, главный конструктор ряда первых РЛС разработанных в 1940—1960 годы.

## Биография
Родился в 1909 году в селе Каменка.
В 1931—1937 годах учился в МИИС. В 1937—1940 годах участвовал в создании первой практической радиолокационной станции (РЛС) РУС-2 «Редут». Эта станция развернутая в годы войны под Можайском, своевременно обнаружила полет более 200 немецких бомбардировщиков и передала информацию о них для наведения истребителей и целеуказания зенитной артиллерии.
С 1942 года — заместитель главного конструктора станции СОН-2, а с 1946 года — главный конструктор станции СОН-4 «Луч» в НИИ-20 (московский НИЭМИ). Впервые в отечественной практике у станции СОН-4 предусматривалось три режима работы: кругового обзора, ручного управления антенной и автоматического сопровождения цели по угловым координатам. Первый режим использовался для обнаружения целей и наблюдения за воздушной обстановкой по индикатору кругового обзора, второй — для обнаружения целей в секторе перед переходом на автоматическое сопровождение и для грубого определения координат, третий — для точного определения азимута и угла места в автоматическом режиме и наклонной дальности ручным или полуавтоматическим способом.
С 1956 года — главный конструктор РЛС визирования ракет-перехватчиков и станции передачи команд (РСВПР) экспериментальной системы противоракетной обороны (ПРО). Полностью система ПРО впервые испытанная в марте 1961 года продемонстрировала принципиальную возможность поражения боевых блоков баллистических ракет дальнего действия. Это достижение встало в один ряд с запуском первого спутника, первого космонавта и другими свершениями, которые продемонстрировали высочайший научный, технический и организационный уровень работы оборонных предприятий и организаций министерства обороны страны.
В 1970-е годы был главным конструктором РЛС СТ-68 (5Н59) — подвижной трёхкоординатной станции для обнаружения и сопровождения маловысотных целей в активных и пассивных помехах при наличии интенсивных отражений от земли и в сложных метеоусловиях.

## СЕМЬЯ
Сын Рабинович Виктор, Родился в 1946 году в Москве. 
Закончил Московский физико-технический институт(МФТИ) в 1970 году. Защитил диссертацию на соискание кандидата технических наук в 1976 году. Специалист в области антенной техники. Опубликовал более 30 научно-технических статей, является автором более 20 патентов

## Награды
- Сталинские премии второй степени (1950) — за работу в области военной техники
- орден Красной Звезды (1939)
- два ордена Трудового Красного Знамени (1954; 1964)
- орден «Знак Почёта» (1961)
- Почётный радист СССР
- заслуженный деятель науки и техники РСФСР